# 天白信用農業協同組合
天白信用農業協同組合（てんぱくしんようのうぎょうきょうどうくみあい）は、愛知県名古屋市天白区及び瑞穂区の一部と、昭和区の一部を管轄する農業協同組合である。略称は「JA天白信用」。

## 沿革
- 1948年（昭和23年）5月 - 天白村農業協同組合設立が設立[3]。
- 1971年（昭和46年）8月 - 昭和区農協を吸収合併し、天白信用農業協同組合となる[3]。

## 店舗

### 一覧
店舗は全て天白区。
- 本店[1]
- 植田支店[1]
- 南天白支店[1]
- 八事支店[1]
- 平針支店[1]

### 直売所
- JA天白グリーンセンター[4]